# Вулиця Генерала Грекова (Київ)
Ву́лиця Генерала Грекова — вулиця в Подільському районі міста Києва, житловий масив Квітництво, місцевість Сирець. Пролягає від Газопровідної вулиці, Синьоозерної вулиці до вулиці Сергія Данченка, вулиці Олександра Олеся (офіційно; фактично прокладено ділянку від вулиці Сергія Данченка, вулиці Олександра Олеся до вулиці Родини Крістерів).

## Історія
Виникла у другій половині 2010-х років під проектною назвою Вулиця Проектна 12918. 2018 року вулицю названо на пошану українського військового діяча, генерал-хорунжого армії УНР Олександра Грекова

## Цікаві факти
Після найменування вулиці в Києві стало дві вулиці Грекова (іншу — вулицю Академіка Грекова в Шевченківському районі — у 2022 році перейменовано на вулицю Родини Глаголєвих).